# Cadaval (Vilela)
Cadaval es un lugar de la parroquia española de Vilela, situado en el municipio de Carballo, provincia de La Coruña, comunidad autónoma de Galicia. Se encuentra en la parte nororiental de la comarca de Bergantiños.

### Evolución de la población
| Gráfica de evolución demográfica de Cadaval entre 2010 y 2020 |
|                                                               |
| Datos según el nomenclátor publicado por el INE.              |